# Zelandomyia atridorsum
Zelandomyia atridorsum är en tvåvingeart som beskrevs av Alexander 1932. Zelandomyia atridorsum ingår i släktet Zelandomyia och familjen småharkrankar. Inga underarter finns listade i Catalogue of Life.